# Štěpánovice, České Budějovice
Štěpánovice là một làng thuộc huyện České Budějovice, vùng Jihočeský, Cộng hòa Séc.